# Naganawa Maria
Naganawa Maria (Nhật: 長縄 まりあ (Trường Thằng Ma Lý Á)/ ながなわ まりあ sinh ngày 5 tháng 8 năm 1995) là một nữ diễn viên lồng tiếng đến từ tỉnh Aichi, Nhật Bản, được công ty quản lý tài năng I'm Enterprise đại diện. Các vai diễn đáng chú ý của cô bao gồm Kamui Kana từ Kobayashi-san chi no Maid Dragon, Komekko từ KonoSuba và Kesshouban từ Hataraku Saibō.

## Các vai lồng tiếng

### Anime truyền hình
2014
- Rokujōma no Shinryakusha!?, vai Theiamillis Gre Fortorthe[2]

2015
- Ani Tore! EX, Tachibana Shion[3]
- Komori-san wa Kotowarenai!, Negishi Masako[4]
- Magical Somera-chan, Matsushima Ai[5]

2016
- Ani Tore!! XX, Tachibana Shion[6]
- Divine Gate, Ruri
- Kitarou Shounen no Youkai Enikki, Musume Yuki
- Stella no Mahō, Honda Tamaki[7]
- Occultic;Nine, Kawabata Chizu
- Kōkaku no Pandora, Amy Gilliam[8]
- Saijaku Muhai no Bahamut, La Krusche

2017
- Kobayashi-san Chi no Maidragon, Kanna Kamui[9]
- KonoSuba 2, Komekko
- Two Car, Nakajima Tsugami[10]
- Slow Start, Sengoku Kamuri[11]

2018
- Hataraku Saibō, Kesshouban[12]
- Sword Gai: The Animation, Matoba Rie

2019
- Joshi Kōsei no Mudazukai, Momoi Saku[13]
- Azur Lane, USS Laffey[14]
- Z/X Code reunion, Shinonome Matoi[15]

2020
- BNA: Brand New Animal, Hiwatashi Nazuna[16]
- Magatsu Wahrheit -Zuerst-, Ilma[17]

2021
- Back Arrow, Sam[18]
- Yatogame-chan Kansatsu Nikki 3 Satsume, Serura Dobe[19]
- Azur Lane Bisoku Zenshin!, USS Laffey[20]
- Kobayashi-san Chi no Maidragon S, Kamui Kanna[21]
- Thám tử đã chết, Alicia[22]
- Hataraku Saibō!!, Kesshouban[23]

2022
- Estab Life: Great Escape, Maruteese[24]
- Kunoichi Tsubaki no Mune no Uchi, Kibushi[25]
- Kono Healer, Mendokusai, Celia[26]
- Isekai Yakkyoku, Blanche de Médicis[27]

2023
- Otonari ni Ginga, Kuga Fumio[28]
- Kono Subarashii Sekai ni Bakuen o!, Komekko[29]
- World Dai Star, Niizuma Yae[30]
- Kimi no koto ga Dai Dai Dai Dai Daisuki na 100-nin no Kanojo (2023), Yoshimoto Shizuka[31]
- Tate no Yūsha no Nariagari Season 3, S'yne[32]

### Hoạt hình điện ảnh
- Colorful Ninja Iromaki (2016), Midorimaki
- Laidbackers (2019), Ran/Valvaran[33]
- Kono Subarashii Sekai ni Shukufuku o!: Kurenai Densetsu (2019), Komekko
- High School Fleet (2020), Nomura Shia[34]

### Trò chơi điện tử
| Năm  | Tên                                                          | Vai lồng tiếng   |
| ---- | ------------------------------------------------------------ | ---------------- |
| 2014 | Tokyo 7th Sisters                                            | Hina Saeki       |
| 2015 | Kaden Shōjo                                                  | Ramu, Neiro      |
| 2015 | Chrome Magna                                                 | Miyuki           |
| 2017 | Alternative Girls (2017)                                     | Usui Miyuki      |
| 2017 | Grand Chase Dimensional Chaser                               | Scarde Vi Serdin |
| 2017 | Lydie & Soeur no Atelier: Fushigi na Kaiga no Renkinjutsushi | Lydie Marlen     |
| 2017 | Azur Lane                                                    | USS Laffey       |
| 2018 | Yuki Yuna is a Hero: A Sparkling Flower                      | Fujimori Mito    |
| 2018 | Magia Record                                                 | Mino Ano         |
| 2018 | Onsen Musume: Yunohana Collection                            | Ginzan Koyuki    |
| 2018 | Master of Eternity                                           | April            |
| 2018 | O.N.G.E.K.I                                                  | Suzushima Arisu  |
| 2019 | Sdorica -Mirage-                                             | Misa             |
| 2019 | Browndust                                                    | Anastasia        |
| 2019 | Dragalia Lost                                                | Lathna           |
| 2019 | The King of Fighters All Star                                | Pretty Chang     |
| 2020 | Arknights                                                    | Weedy            |
| 2021 | Alchemy Stars                                                | Amy              |
| 2022 | The Legend of Heroes: Kuro no Kiseki II - CRIMSON SiN        | Mare             |
| 2023 | Goddess of Victory: Nikke                                    | Biscuit          |
| 2023 | Honkai: Star Rail                                            | Huohuo           |

### Lồng tiếng

#### Phim người đóng
- Viên ngọc thần: Chuyện về Bọ Rùa và Mèo Mun (2018), Tikki[44]
- My Spy (2020), Sophie[45]